# Bing
Bing (poprzednio: Windows Live Search i MSN Search) – wyszukiwarka internetowa stworzona przez amerykańską firmę Microsoft, początkowo jako część portalu MSN. Później stała się częścią Windows Live, a obecnie jest samodzielną wyszukiwarką. Producent nazywa ją nie tylko wyszukiwarką internetową, ale również silnikiem decyzyjnym ze względu na liczbę zaimplementowanych funkcji pomagających podjąć decyzję odnośnie do wyboru restauracji czy biletów lotniczych.

## Historia
Przodek Bing, MSN Search, został wprowadzony oficjalnie 1 lutego 2005, po dwóch latach prac rozwojowych. Był to opracowany od podstaw projekt, dostępny w 10 wersjach językowych, indeksujący w chwili oficjalnej inauguracji co najmniej 5 mld stron i wykorzystywany średnio przez co szóstego użytkownika Internetu.
Stopniowo projekt przeradzał się w usługę Windows Live. Pierwsza publiczna beta Windows Live Search została wydana w marcu w 2006, a finalna wersja we wrześniu tego samego roku oficjalnie zastąpiła MSN Search.
O projekcie o nazwie kodowej Kumo, który następnie został przemianowany na Bing, świat usłyszał w listopadzie 2008. Wyszukiwarka testowo pojawiła się w sieci 1 czerwca 2009, a dwa dni później stała się w pełni funkcjonalna. Jednocześnie poprzednik, Windows Live Search, zniknął z sieci. Obecnie jego adres, podobnie jak adres MSN Search, kierują na wyszukiwarkę Bing.
Do 3 czerwca 2009 Microsoft uruchomił Bing w większości regionów świata, w tym w Polsce. Jednak w niektórych krajach funkcje wyszukiwarki są ograniczone (sekcja „Funkcje wyszukiwarki” w tym artykule odnosi się do funkcji w wersji dla Stanów Zjednoczonych).

## Funkcje wyszukiwarki
Sekcja „Funkcje wyszukiwarki” w tym artykule odnosi się do funkcji w wersji dla Stanów Zjednoczonych.

### Funkcje interfejsu
- Interaktywne, codziennie zmieniające się tło. Obrazy przedstawiają znane i warte uwagi miejsca na świecie. Po najechaniu na obrazek pojawiają się opisy dotyczące jego fragmentów.
- Grupowanie wyników na podstawie zawartości (osobne sekcje np. dla tapet, map, prognozy pogody itp.)
- Boczny panel nawigacyjny. Zawiera funkcje nawigacyjne oraz, na stronach z wynikami, wyszukiwania pokrewne.
- Sublinki. Obok niektórych wyników wyszukiwania, na przykład artykułu z Wikipedii, mogą pojawić się strony linkowane wewnątrz tej strony.
- Rozszerzony widok wyniku. W tym trybie wewnątrz wyszukiwarki mogą być wyświetlone treści ze stron niespokrewnionych. Działa to m.in. w Wikipedii[2].

### Funkcje multimedialne
- Wyszukiwarka wideo z podglądem wideo bezpośrednio w wynikach wyszukiwania oraz regulowanymi ustawieniami, jak długość, proporcje, rozdzielczość i źródło.
- Wyszukiwarka obrazów z ciągłym ładowaniem dalszych wyników wyszukiwania oraz regulowanymi ustawieniami, jak wielkość, orientacja, kolor, styl obrazu.

### Szybkie odpowiedzi
Na niektóre, charakterystyczne zapytania Bing odpowiada od razu, nie zmuszając do odwiedzania jakiejś strony z wyników wyszukiwania. Takimi zapytaniami są m.in.:
- Sport. Bing może wyświetlić wyniki z danego dnia, ostatnie wyniki lub wyniki i statystyki dla drużyn i poszczególnych graczy.
- Finanse. Wpisanie nazwy spółki lub symbolu giełdowego oraz” lub „” w polu zapytania spowoduje wyświetlenie rozbudowanych informacji o akcjach tej spółki.
- Działania matematyczne.
- Śledzenie przesyłek kurierskich. Wpisanie nazwy firmy kurierskiej i numeru przesyłki w polu zapytania spowoduje wyświetlenie informacji o przesyłce ze strony firmy.

- Informacja o statusie lotu. ” oraz numeru lotu w polu zapytania spowoduje wyświetlenie aktualnych informacji o statusie lotu.
- Informacje o samochodach.

- Wiadomości o gwiazdach.
- Odpowiedzi encyklopedyczne (np. Jakie miasto jest stolicą Polski?). Jeżeli wpisana fraza zawiera zapytanie o prostą encyklopedyczną informację, którą można znaleźć w encyklopedii, wyświetlona zostanie odpowiedź z encyklopedii a.

- „Best ” (odpowiednik „Szczęśliwy traf” w Google).
- Wyszukiwarka produktów i sklepów.
- Informacje zdrowotne.

### Informacje lokalne
- Informacje o aktualnym ruchu drogowym.
- Firmy i sklepy.
- Osoby.
- Kolekcje.
- Zlokalizowane wyszukiwanie restauracji i usług.
- Recenzje restauracji.
- Kina i aktualnie grane filmy. Wpisanie tytułu filmu w polu zapytania spowoduje wyświetlenie listy lokalnych kin wyświetlających poszukiwany film. Dodanie do zapytania nazwy miasta spowoduje wyświetlenie listy wyświetlających poszukiwany film kin dla tego miasta.
- Hotele. Wpisanie słowa „hotels” i nazwy miasta w polu zapytania spowoduje wyświetlenie listy hoteli w tym mieście wraz ze stosowną mapką. Lista wzbogacona jest w detale takie jak recenzje, sposób rezerwacji, ceny i informacje o parkingu.

### Integracja zWindows Live Hotmail
Użytkownik może wstawić wyniki wyszukiwania bezpośrednio do wiadomości e-mail.

## Tabela usług
| Usługa                            | Opis |
| --------------------------------- | --- |
| Bing Health – zdrowie             | Bing Health wyszukuje informacje związane ze zdrowiem i umożliwia łatwiejsze nawigowanie przez skomplikowane terminy medyczne wraz z artykułami o tych terminach. |
| Bing Images – obrazy              | Bing Images wyszukuje obrazy. Zawiera funkcję ciągłego ładowania dalszych wyników wyszukiwania, dzięki czemu nie musimy nawigować przez kolejne strony wyników wyszukiwania oraz regulowane ustawienia, takie jak wielkość, orientacja, kolor, styl obrazu, a także wyszukiwanie twarzy.                                                                                |
| Bing Local – wyszukiwanie lokalne | Bing Local wyszukuje informacje takie jak lokalne przedsiębiorstwa i usługi, wraz ze szczegółami oraz recenzjami użytkowników, umożliwiając łatwiejsze podejmowanie decyzji. |
| Bing Maps – Mapy                  | Bing Maps umożliwia użytkownikom wyszukiwanie przedsiębiorstw i usług, adresów, słynnych budynków i miejsc oraz ulic na całym świecie. Dostępne są widoki: mapy, zdjęcia satelitarnego oraz połączenia tych dwóch. Dla niektórych miast (w większości w Stanach Zjednoczonych) dostępny jest także widok „z lotu ptaka”, a także mapy wraz z trójwymiarowymi budynkami. |
| Bing News – Wiadomości            | Bing News to agregator wiadomości z szerokiej gamy serwisów dostarczających wiadomości, wyświetlający je w zależności od zapytania. |
| Bing Shopping – produkty i sklepy | Bing Shopping pozwala użytkownikowi na szukanie produktów i sklepów wszelkiego rodzaju, wyświetlając ceny i recenzje produktów. |
| Bing Translator – tłumacz         | Bing Translator pozwala na tłumaczenie tekstu lub strony z jednego języka na drugi. |
| Bing Travel – podróże             | Bing Travel umożliwia wyszukiwanie połączeń lotniczych i hoteli (wraz z możliwością rezerwacji miejsc), dodatkowo przewidując najbardziej opłacalny termin. |
| Bing Videos – filmy               | Bing Video umożliwia wyszukiwanie i oglądanie wideo z różnych witryn internetowych. Szybki podgląd umożliwia użytkownikowi obejrzenie podglądu wideo bez opuszczania witryny. |
| xRank                             | Bing xRank pozwala na wyszukiwanie gwiazd, muzyków, polityków czy bloggerów, przeczytanie ich krótkiej biografii, wiadomości o nich oraz śledzenie ich popularności. |

### Usługi dla webmasterów
Bing pozwala webmasterom na zarządzanie i doglądanie indeksowania ich własnych witryn poprzez Bing Webmaster Center.
Użytkownicy mogą także za pomocą Bing Local Listing Center dodać przedsiębiorstwa i usługi do wyszukiwarki Bing oraz Windows Live Maps.

### Usługi mobilne
Bing Mobile umożliwia użytkownikom korzystanie z wyszukiwarki na urządzeniach mobilnych za pomocą mobilnej przeglądarki internetowej bądź też udostępnionej do pobrania aplikacji. W Stanach Zjednoczonych Microsoft jest w posiadaniu bezpłatnej infolinii 1-800-BING-411 (1-800-2464-411). Umożliwia on wysłuchanie instrukcji dojazdu, informacji o ruchu drogowym, pogodzie, repertuarze kin i wielu innych.

## Paski narzędzi, akceleratory i wtyczki

### Paski narzędzi
Wydawany jest pasek „Bing Bar” dla przeglądarki Internet Explorer, umożliwiający poza wyszukiwaniem również tłumaczenie danej strony, sprawdzenie aktualnej pogody, przeglądanie map, korzystanie z czatu Facebooka i kilka innych funkcji.

### Akceleratory
Akceleratory w przeglądarce Internet Explorer 8 pozwalają na dostęp do funkcji Bing bezpośrednio z zaznaczonego tekstu na stronie. Następujące akceleratory są udostępniane przez zespół Bing:
- Bing Translator
- Bing Maps
- Shop and Save with Bing Shopping.

### Web Slices
Web Slices w przeglądarce Internet Explorer 8 mogą być używane, by monitorować informacje zbierane przez Bing. Następujące Web Slices są udostępniane przez zespół Bing:
- Pogoda od Bing
- Finanse od Bing
- Ruch drogowy od Bing.

### Wtyczki
Zespół Bing dostarcza oficjalne rozszerzenie Bing do przeglądarki Firefox, która dodaje sugestie wyszukiwania do pola wyszukiwania w przeglądarce.

## Reklama
Na kampanię reklamową w Stanach Zjednoczonych składającą się z reklam online, w telewizji, prasie i radiu przeznaczony został fundusz 100 milionów dolarów. Namawiają one oczywiście do korzystania z Bing zamiast z produktów konkurencji, jednak żaden z tych produktów konkurencji nie został wymieniony bezpośrednio w reklamie. Zamiast tego, reklamowane są unikalne funkcje, które mogą przekonać użytkownika do zmiany wyszukiwarki.

## Pochodzenie nazwy
Słowo „bing” to onomatopeja, czyli słowo imitujące dźwięk, który reprezentuje. Mając na uwadze grupę docelową Microsoft, uznał, że nazwa Bing będzie prosta do zapamiętania, krótka, łatwa do wymówienia i będzie dobrze funkcjonować jako adres strony sieci web na całym świecie. Słowo będzie przypominać dźwięk „momentu, w którym odkrycie lub podjęcie decyzji miało miejsce”. Kojarzy się także z charakterystycznym dzwonkiem mikrofalówki, gdy ta skończyła przygotowywać potrawę.
Trzeba mieć również na uwadze slogan reklamowy wyszukiwarki Bing (Bing and decide). Jest to trudno przetłumaczalna gra słów – chodzi o podobną wymowę słowa Bing oraz think (ang. myśleć, przemyśleć), przez co hasło ma się nam kojarzyć z popularną angielską frazą think and decide.
W poszukiwaniach najlepszej nazwy dla wyszukiwarki Microsoft wsparł się firmą Interbrand. Po długim procesie selekcji Interbrand zaprezentował nazwę Bing jako jedną z możliwości.
Qi Lu, prezes Microsoft Online Services, ogłosił także, że oficjalna nazwa wyszukiwarki Bing na terenie Chin to bì yìng (必应|t=必應), co oznacza „bardzo pewny w odpowiedzi” w języku chińskim.
W fazie wewnętrznych testów kierowanych przez pracowników Microsoft nazwa kodowa wyszukiwarki Bing brzmiała Kumo, co pochodzi od japońskiego słowa „pająk” lub „chmura”, co ma wywołać skojarzenia ze sposobem, w jaki wyszukiwarki zbierają informacje i dodają je do swoich baz danych, często te przeglądające sieć roboty zwane są właśnie pająkami, a także z chmurą obliczeniową.
Krytycy, w tym Seth Godin, skrytykowali Microsoft, twierdząc, że zmienił on jedynie nazwę swojej wyszukiwarki, aby odwrócić uwagę od największego konkurenta, Google. Zinterpretował też nazwę Bing jako skrót od „But It’s Not Google” (ang. Ale to nie Google).

## Treści dla dorosłych

### Treści wideo
Wyszukiwarka wideo w Bing posiada tryb szybkiego podglądu znalezionych wideo, co może być potencjalnie użyte do podglądu treści pornograficznych. Po wyłączeniu opcji bezpiecznego przeglądania (safe search) użytkownik może wyszukiwać i oglądać pornograficzne filmy, najeżdżając kursorem na miniaturę, gdyż wideo i audio jest w niektórych wypadkach przechowywane na serwerze wyszukiwarki.
Ponieważ filmy wyświetlane są na stronie wyników wyszukiwania, nie zaś na stronie, na której są w rzeczywistości, możliwe jest obejrzenie filmu pornograficznego bez konieczności odpowiedzi na pytanie odnośnie do pełnoletniości użytkownika, jak również ominięcie filtrów rodzinnych, które opierają się na słowniku „słów zakazanych”. Dodatkowo filtry te mają informować o wyświetlonych przez dziecko stronach. W takim wypadku zapisany zostanie jednak adres „bing.com”, nie zaś adres, z którego pochodziło wideo. Podobna sytuacja ma miejsce w przypadku filtrów założonych w przedsiębiorstwach. Wiele z nich może być w podobny sposób oszukana przez tę funkcję.
Microsoft odpowiedział na te zarzuty 4 czerwca 2009, udostępniając tymczasowe rozwiązanie problemu. Dodanie do adresu wyników wyszukiwania „&adlt=strict” pomija ustawienie użytkownika i zwraca zawsze przefiltrowane treści.
12 czerwca 2009 Microsoft ogłosił dwie zmiany w trybie szybkiego podglądu wideo i filtrze rodzinnym. Wszystkie potencjalnie niebezpieczne obrazy i filmy, będą serwowane z odrębnej domeny, explicit.bing.net. Dodatkowo, Bing zwróci adres źródła, z którego pochodzą obrazy i filmy. Obie zmiany pozwolą zarówno użytkownikom domowym, jak i przedsiębiorstwom na filtrowanie treści przy użyciu domeny, pomijając ustawienie użytkownika.

### Cenzura w niektórych regionach
Bing cenzuruje wyniki wyszukiwania w zapytaniach niedozwolonych (np. „sex”) w niektórych regionach, między innymi Indiach, Chinach, Niemczech i krajach arabskich. Cenzura ta została wprowadzona w oparciu o przepisy obowiązujące w wymienionych krajach. Wyszukiwarka oferuje jednak użytkownikom możliwość zmiany deklarowanego regionu, w tym na taki, gdzie takie restrykcje w przepisach nie istnieją – na przykład Stany Zjednoczone lub Australia – co umożliwia ominięcie cenzury.